# هری آدامسون
هری آدامسون (انگلیسی: Harry Adamson؛ ۱۵ سپتامبر ۱۹۱۲ – ۱۹۸۹) یک بازیکن فوتبال بود.
از باشگاه‌هایی که در آن بازی کرده‌است می‌توان به باشگاه فوتبال برادفورد سیتی اشاره کرد.